# Scorpaenodes albaiensis
Scorpaenodes albaiensis är en fiskart som först beskrevs av Barton Warren Evermann och Seale, 1907.  Scorpaenodes albaiensis ingår i släktet Scorpaenodes och familjen Scorpaenidae. Inga underarter finns listade i Catalogue of Life.